# برایتنفلد ام تاننریگل
برایتنفلد ام تاننریگل (به آلمانی: Breitenfeld am Tannenriegel) یک منطقهٔ مسکونی در اتریش است که در لیبنیتس واقع شده‌است. برایتنفلد ام تاننریگل ۴٫۴۱ کیلومتر مربع مساحت دارد ۳۱۰ متر بالاتر از سطح دریا واقع شده‌است.